# Michaël Paquay
Michaël Nicholas Victor Paquay (Bastogne, 27 febbraio 1972 – Monza, 9 maggio 1998) è stato un pilota motociclistico belga, campione europeo Supersport nel 1993 e nel 1995.

## Carriera
Dopo aver conquistato cinque punti nel 1992; vinse due volte il campionato Europeo Supersport, nel 1993 con la Honda CBR600 e nel 1995 con la Ducati 748 del team Alstare. Tra le due vittoriose annate nell'europeo, nel 1994 è impegnato nel mondiale Superbike dove conquista sette punti. Torna a gareggiare nel campionato mondiale Superbike nel 1996, in questa circostanza in sella ad una Ducati classificandosi trentunesimo. Nel 1997 è tra i piloti titolari nella stagione inaugurale del campionato mondiale Supersport: si classifica al settimo posto e, in occasione del Gran Premio di Germania porta il primo successo assoluto in questa categoria a Honda. Confermato per il 1998, perse la vita quando nelle prove del Gran Premio d'Italia disputatosie presso l'Autodromo di Monza, dopo essersi toccato con Calasso, venne travolto in pieno rettilineo da Charpentier e da Ferdinando Di Maso. Morì poche ore dopo il gravissimo doppio impatto presso l'ospedale San Gerardo di Monza.

## Risultati in gara

### Campionato mondiale Superbike
| 1994 | Moto  |     |    |    |    |     |     |    |     |     |     |  |  |  |  |    |    |    |    |    |    |  |  |  |  |  |  | Punti | Pos. |
| ---- | ----- | --- | -- | -- | -- | --- | --- | -- | --- | --- | --- |  |  |  |  | -- | -- | -- | -- | -- | -- |  |  |  |  |  |  | ----- | ---- |
| 1994 | Honda | Rit | 16 | 13 | 20 | Rit | Rit | 15 | Rit | Rit | Rit |  |  |  |  | 13 | 18 | NQ | NQ | 16 | 17 |  |  |  |  |  |  | 7     | 44º  |

| 1996 | Moto   |    |    |     |     |    |     |     |    |    |    |  |  |     |    |     |     |    |    |    |     |    |     |  |  |  |  | Punti | Pos. |
| ---- | ------ | -- | -- | --- | --- | -- | --- | --- | -- | -- | -- |  |  | --- | -- | --- | --- | -- | -- | -- | --- | -- | --- |  |  |  |  | ----- | ---- |
| 1996 | Ducati | 15 | 15 | Rit | Rit | 15 | Rit | Rit | 13 | 17 | 17 |  |  | Rit | 12 | Rit | Rit | 26 | NP | 17 | Rit | 17 | Rit |  |  |  |  | 10    | 31º  |

| Legenda | 1º posto        | 2º posto            | 3º posto           | A punti      | Senza punti        | Grassetto – Pole position Corsivo – Giro più veloce |
| Legenda | Gara non valida | Non qual./Non part. | Ritirato/Non class | Squalificato | '-' Dato non disp. | Grassetto – Pole position Corsivo – Giro più veloce |

### Campionato mondiale Supersport
| 1997 | Moto  |   |   |   |     |     |    |   |   |   |    |     | Punti | Pos. |
| ---- | ----- | - | - | - | --- | --- | -- | - | - | - | -- | --- | ----- | ---- |
| 1997 | Honda | 3 | 8 | 1 | Rit | Rit | 13 | 3 | 9 | 3 | 14 | Rit | 93    | 7º   |

| 1998 | Moto  |     |    |  |  |  |  |  |  |  |  |  | Punti | Pos. |
| ---- | ----- | --- | -- |  |  |  |  |  |  |  |  |  | ----- | ---- |
| 1998 | Honda | Rit | NP |  |  |  |  |  |  |  |  |  | 0     |      |

| Legenda | 1º posto        | 2º posto            | 3º posto           | A punti      | Senza punti        | Grassetto – Pole position Corsivo – Giro più veloce |
| Legenda | Gara non valida | Non qual./Non part. | Ritirato/Non class | Squalificato | '-' Dato non disp. | Grassetto – Pole position Corsivo – Giro più veloce |